# Nymphaea lingulata
Nymphaea lingulata är en näckrosväxtart som beskrevs av J.H. Wiersema. Nymphaea lingulata ingår i släktet vita näckrosor, och familjen näckrosväxter. Inga underarter finns listade i Catalogue of Life.